# 平綏省

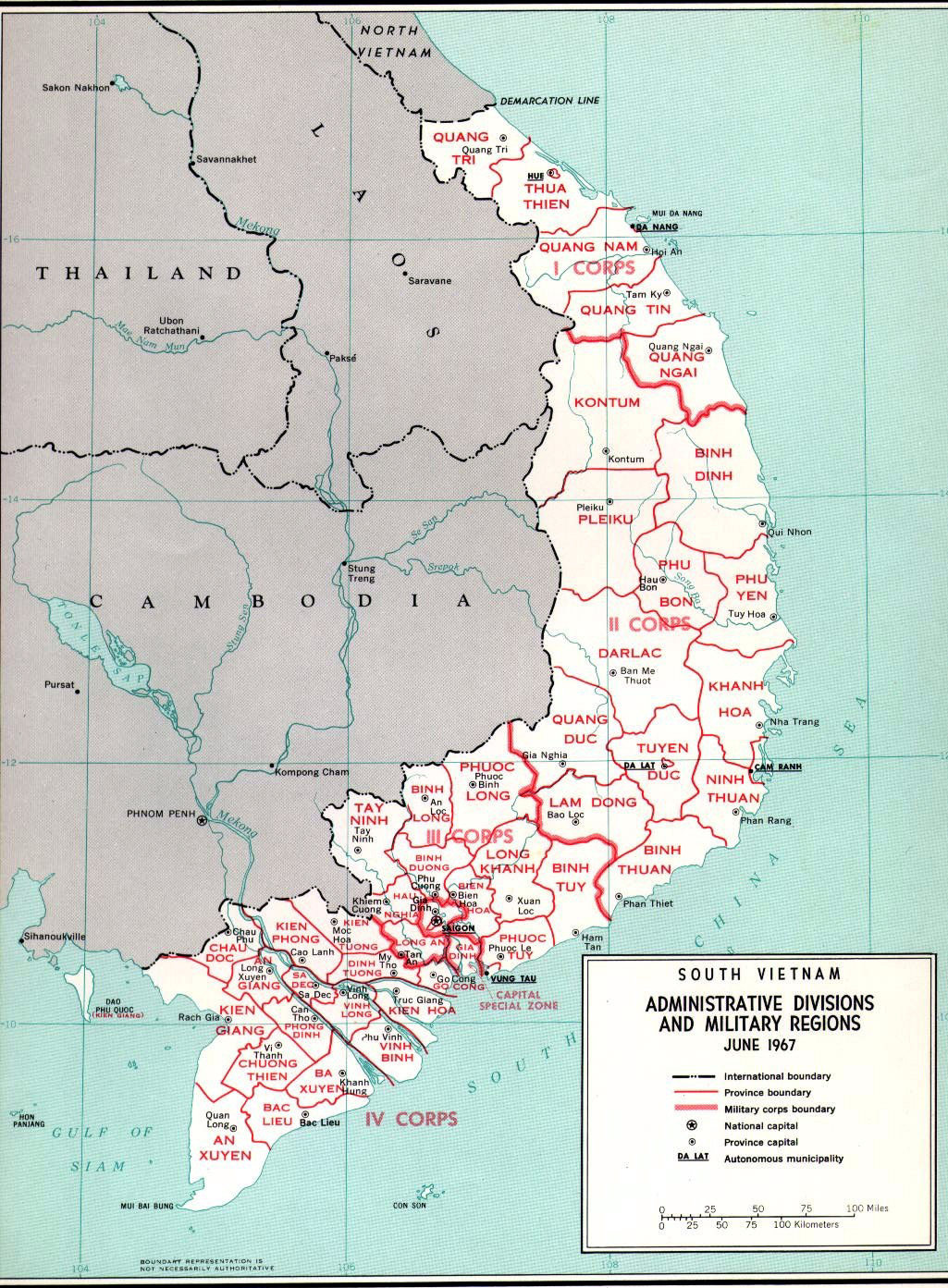
1967年的越南共和国行政區域界線圖，平綏省位於其東南部。

平綏省（越南语：／）是越南共和国東南部的一個省，範圍大約相等於今日平順省西部。

## 歷史
平綏省原屬平順省。1956年10月22日，越南共和國總統吳廷琰簽署敕令，將越南南分劃分為22省，平順省西部析置為平綏省，下轄性靈郡、懷德郡和咸新郡3郡。
1975年，越南南方共和國接管政權，改郡為縣，咸新郡改為咸新縣，懷德郡和性靈郡合併為德靈縣。1976年，平綏省與寧順省、平順省合併為順海省。此後於1991年，順海省又再分為寧順省及平順省二省，而原來的平綏省全境均在今日平順省境內。

## 地理
平綏省北接同狔上省（1958年後為林同省），西鄰隆慶省和福綏省，東接平順省，南臨南中國海。

## 行政區劃
平綏省省蒞設在咸新郡福會社，下轄3郡：
- 性靈郡
- 咸新郡
- 懷德郡

## 參看
- 越南共和国行政区划